# Ocena
Zapisano ali izrečeno mnenje ali sodba o nekom ali nečem.
Uporablja se tako v strokovnem kot poljudnem jeziku. Z njo vrednotimo; sprejemamo ali odklanjamo nekaj. Ker gre za subjektivni približek, ocena vedno poraja dvom, da je pravična, korektna, ustrezna, dobronamerna.
Če ocena in ocenjevanje nista postopkovno predvidena, gre za hitro, približno ustvarjeno mnenje.
Uporablja se v kakovostnem in količinskem smislu. V kakovostnem kot umetnostna kritika, strokovna ocena, šolska ocena, kakovost življenja. V količinskem smislu kot približna ugotovitev razdalje, časa, zalog, porabe. Kot povezava obeh pa ugotavljanje delovne uspešnosti, škode, zmožnosti za delo, primernosti za politični položaj.